# El Manzano (Córdova)
El Manzano (Argentina) é uma comuna da província de Córdoba, na Argentina.